# Spirobranchus tetraceros
Spirobranchus tetraceros är en ringmaskart som först beskrevs av Schmarda 1861.  Spirobranchus tetraceros ingår i släktet Spirobranchus och familjen Serpulidae. Inga underarter finns listade i Catalogue of Life.